# Delfo Cabrera
Delfo Cabrera Gómez (ur. 2 kwietnia 1919 w Armstrong, zm. 2 sierpnia 1981 w Buenos Aires) – argentyński lekkoatleta długodystansowiec i maratończyk, mistrz olimpijski z 1948 z Londynu.

## Życiorys
W młodości uprawiał piłkę nożną, ale zainspirowany triumfem Juana Carlosa Zabali na igrzyskach olimpijskich w 1932 w Los Angeles postanowił trenować lekką atletykę. W 1938 przeniósł się do Buenos Aires. W tym samym roku zdobył mistrzostwo Argentyny w biegu na 5000 metrów. W toku swej kariery wywalczył jeszcze 9 tytułów mistrzowskich Argentyny, chociaż żadnego w biegu maratońskim.
Podczas II wojny światowej służył w armii. Poznał tam Juana Peróna. Jako jego przyjaciel działał po wojnie w Partii Justycjalistycznej.
Bieg maratoński podczas igrzysk olimpijskich w 1948 w Londynie miał niezwykle dramatyczny przebieg. Przez niemal cały dystans prowadził Étienne Gailly z Belgii, który jako pierwszy wbiegł na bieżnię stadionu Wembley. Kompletnie wyczerpany upadł, podniósł się, znowu upadł. Został wyprzedzony przez Cabrerę i Toma Richardsa z Wielkiej Brytanii, ale zdołał przekroczyć linię mety na 3. miejscu. Przypominało to dramat Dorando Pietriego 40 lat wcześniej.
Cabrera zwyciężył w maratonie na igrzyskach panamerykańskich w 1951 w Buenos Aires oraz w półmaratonie na mistrzostwach Ameryki Południowej w 1952 w Buenos Aires, a na igrzyskach olimpijskich w 1952 w Helsinkach zajął 6. miejsce w biegu maratońskim. Zakończył karierę w 1954. Potem był nauczycielem wychowania fizycznego. 
Zginął w Buenos Aires w wypadku samochodowym.